# Slavko Cerjak
Slavko Cerjak, slovenski gledališki in filmski igralec, * 6. februar 1956, Brežice, † 22. marec 2008, Ljubljana.

## Življenje in delo
Končal je brežiško gimnazijo, nato pa še ljubljansko Akademijo za gledališče, radio, film in televizijo. Prvo profesionalno vlogo je odigral v Eksperimentalnem gledališču Glej. 1. septembra 1979 se je zaposlil v Mestnem gledališču ljubljanskem in ostal član umetniškega ansambla tega gledališča skoraj trideset let. V tem času je odigral več kot 50 vlog, med njimi Ferdinanda v Schillerjevi drami Spletka in ljubezen, Hajmona v Smoletovi Antigoni, Klavdija v Hamletu, Kazimirja v igri Kazimir in Karolina Ödöna von Horvátha, Jamesa Leedsa v Otrocih manjšega boga, Josefa K. v Kafkovem Procesu, Petruchia v Shakespearovi Ukročeni trmoglavki, Tugomerja v istoimenski igri Vilija Ravnjaka, Kontrabasista v Süskindovi monodrami Kontrabas, Henryja Higginsa v Pigmalionu Georgea Bernarda Shawa, Hjalmarja Ekdala v Ibsenovi Divji rački, Pavla Afanasjeviča Famusova v Gribojedovi Gorje pametnemu ...
Kot gost je nastopal v SNG Drami Ljubljana, v SNG Maribor, v Prešernovem gledališču v Kranju, v Lutkovnem gledališču Jože Pengov, v SNG Operi in baletu Ljubljana idr. 
Za svoje najboljše stvaritve je prejel več nagrad, med njimi Borštnikovo, Severjevo in Dnevnikovo nagrado.
Slavko Cerjak je nastopil tudi v številnih filmih in nadaljevankah: Leta odločitve, Dediščina, Razseljena oseba, Primož Trubar, Doktor, Čisto pravi gusar ... 
Zanj značilne so zanimive in izredno natančno oblikovane vloge v radijskih igrah. Nenazadnje pa je svoj glas posodil številnim risanim junakom.